# 18100 Lebreton
18100 Lebreton este o planetă minoră (asteroid), cu un diametru de 2,555 km, din centura de asteroizi. A fost descoperită pe 6 iunie 2000 la Stația Anderson Mesa de Lowell Observatory Near-Earth-Object Search și a fost numită după Jean-Pierre Lebreton⁠(d). 
Obiectul prezintă o orbită caracterizată de o semiaxă mare de 2,2627076 UAi, o excentricitate de 0,17, o înclinație de 3,46768 ° în raport cu ecliptica.